# Médard Tytgat
Médard Tytgat, né à Bruges le 8 février 1871 et mort à Bruxelles, le 3 janvier 1948, est un peintre, dessinateur, lithographe, illustrateur et concepteur d'affiches belge.

## Biographie

### Famille
Médard (Médard Maximilien Eugène) Tytgat, né à Bruges le 8 février 1871, est le fils du graveur et lithographe Maximilien Alphonse Tytgat (1846), devenu chef du département des costumes au Théâtre royal de la Monnaie, et de Léonie Marie François (1843). L'un de ses frères est le peintre Edgard Tytgat. Médard Tytgat épouse à Molenbeek-Saint-Jean le 20 janvier 1894 Jeanne Gossieaux (1872-1950). Le couple a comme petit-fils le peintre Médard Siegfried Tytgat (1916-1997),.

### Formation

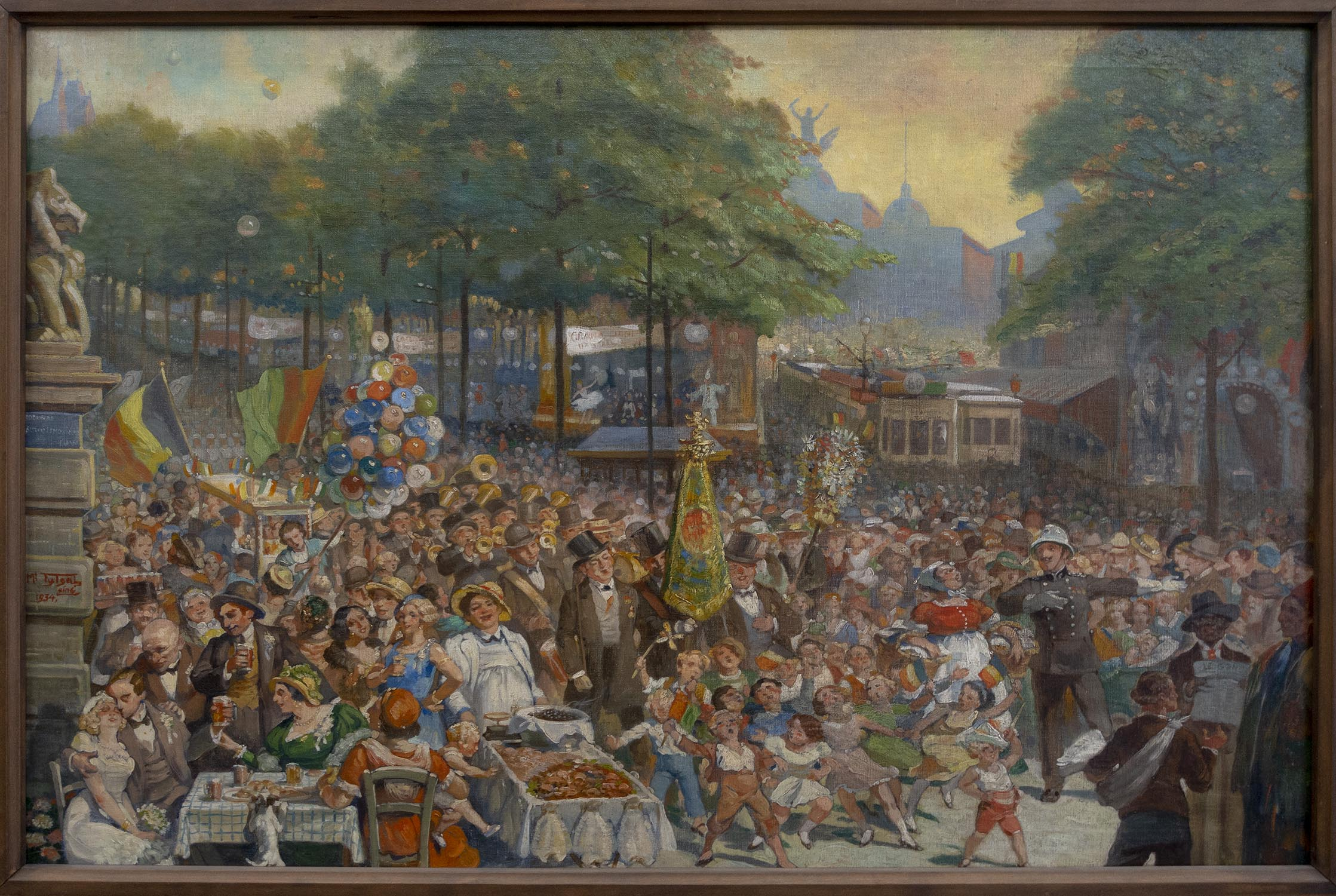
La Foire du Midi à Bruxelles en 1934, Musée de la ville de Bruxelles.

Médard Tytgat se forme à l'Académie des beaux-arts de Bruges auprès du peintre Eugène Legendre, directeur de l'institution. De 1890 à 1894, il est l'un des étudiants du peintre Jean-François Portaels à l'Académie royale des beaux-arts de Bruxelles. En mai 1896, il remporte le second prix (150 francs belges) pour l'affiche de la kermesse de Bruxelles, intitulée Saint-Michel en goguettes. Lors de l'Exposition internationale de Bruxelles de 1897, il présente une centaine de dessins représentant des coiffures anciennes dans le cadre de l'« exposition du chapeau » qui a lieu dans la salle des fêtes de « Bruxelles kermesse ».

### Carrière
En 1898, il devient l'un des douze membres fondateurs du cercle artistique Labeur. En 1901, il participe au Prix de Rome belge en peinture, sans obtenir la bourse assortie au concours. Lors du Salon de Bruxelles de 1907, il envoie Salomé, L'Enfant légitime et un nu féminin intitulé Intimité, que Sander Pierron juge tout à fait réaliste et positif. Il envoie Fleurs, une œuvre de franche polychromie au Salon de 1912 de Doe Stil Voort. Au Salon de Bruxelles de 1914, il expose L'Altesse.
Médard Tytgat participe à quelques expositions et salonnets à Bruxelles dans les années 1920. Il est présent aux Compétitions artistiques aux Jeux olympiques d'été de 1924 à Paris. Dans les années 1930, sa carrière est rarement documentée dans la presse qui mentionne une dernière fois le peintre lors du salon de Pâques à la galerie Arenberg à Bruxelles en 1939. L'artiste meurt Le 3 janvier 1948, à l'âge de 76 ans, à Bruxelles.

## Œuvre

### Caractéristiques

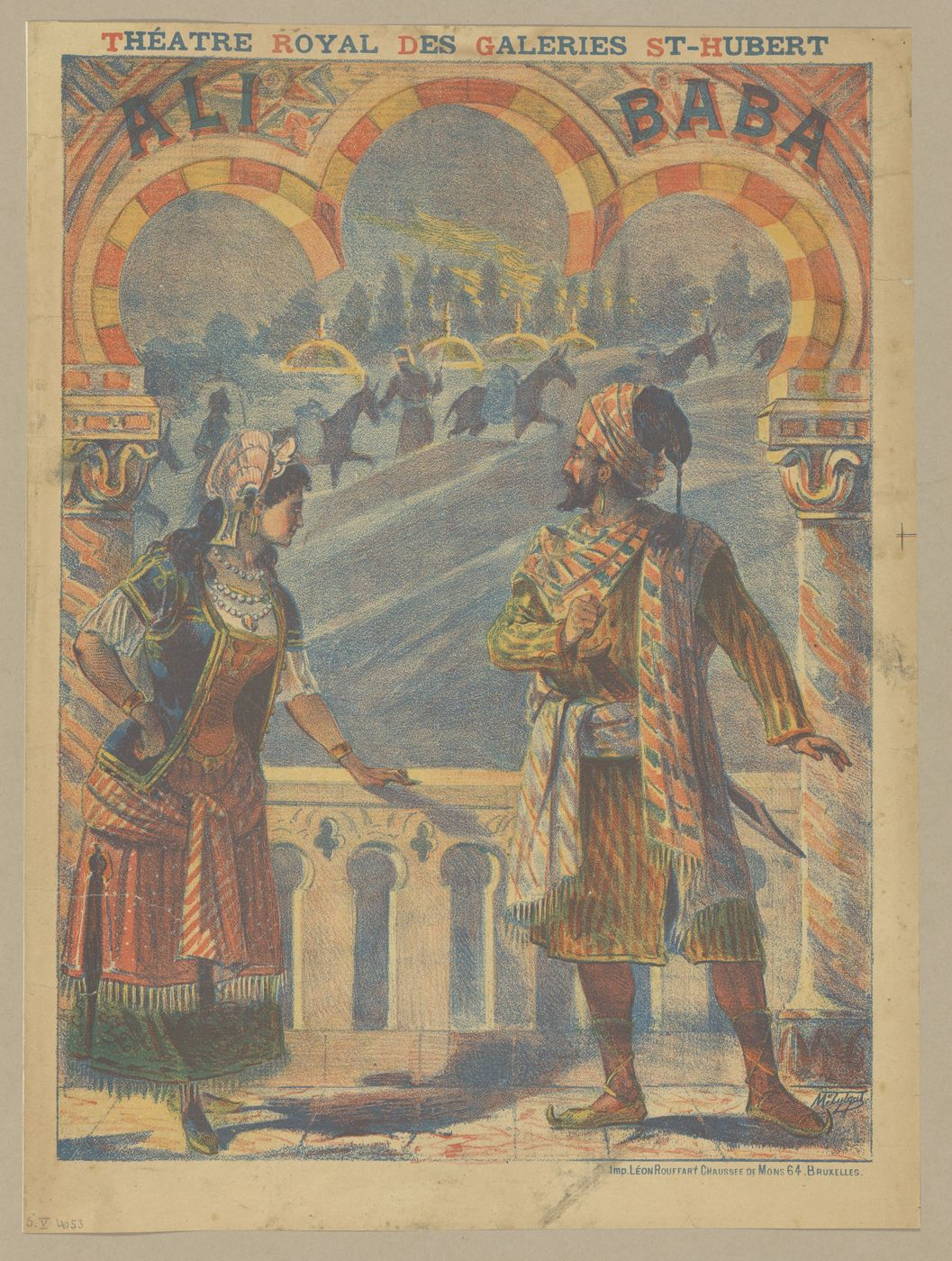
Affiche de présentation d'Ali Baba par Médard Tytgat, Bibliothèque royale de Belgique.

Son champ pictural couvre les portraits, les nus, les figures et les paysages. On connaît surtout ses nombreuses affiches, domaine dans lequel l'artiste se spécialise.

### Collections muséales
Ces lieux conservent des œuvres de Médard Tytgat :
- Musée de la ville de Bruxelles : La Foire du Midi à Bruxelles en 1934, huile sur toile, format 80 × 120,5 cm, inventaire no K.1972.7.
  - Allégorie de la Belgique en deuil pendant la Première Guerre mondiale (vers 1916), pastel sur carton, format 64,5 × 54,3 cm, inventaire no L.1916.1.
- Maison du Roi : 
  - Le Boyard (1922), huile sur toile, format 110 × 90 cm, inventaire no K.1924.55.
  - Un diplôme offert à Fritz Rotiers, Président de Bruxelles-Kermesse en 1910 : aquarelle sur papier cartonné, format 48 × 63 cm, inventaire no P.1936.1.
- MoMuse à Molenbeek-Saint-Jean : Paysanne flamande, lithographie, supplément à La Ligue artistique, 1897, format 54,5 × 36,5 cm, inventaire no 627.